# Conognatha subdilatata
Conognatha subdilatata es una especie de escarabajo del género Conognatha, familia Buprestidae. Fue descrita científicamente por Saunders en 1869.